# Grażyna Grelowska
Grażyna Teresa Grelowska (ur. 18 stycznia 1955, zm. 30 sierpnia 2022) – polska hydroakustyczka, profesor nauk technicznych. W pracy naukowej zajmowała się badaniami środowiska metodami akustycznymi ze szczególnym uwzględnieniem akustyki podwodnej.
W 1978 obroniła pracę magisterską z aparatury elektronicznej na Politechnice Gdańskiej. W 1990 uzyskała doktorat z inżynierii materiałowej na Wojskowej Akademii Technicznej, a w 2002 - habilitację w Instytucie Oceanologii Polskiej Akademii Nauk (od 2007 do 2014 zasiadała w jego Radzie Naukowej). W 2017 otrzymała tytuł profesora nauk technicznych. Pełniła funkcje dyrektorki Instytutu Hydroakustyki AMW oraz kierowniczki Katedry Hydromechaniki i Hydroakustyki Politechniki Gdańskiej. Od 2006 do 2011 była prorektorką Akademii Marynarki Wojennej ds. naukowych. W latach 2011–2014 była przewodniczącą Zarządu Głównego Polskiego Towarzystwa Akustycznego. Od 2020 stała na czele Komitetu Akustyki PAN, którego w latach 2011-2014 była wiceprzewodniczącą. Należała także do International Commission for Acoustics (2013-20146 członkini zarządu) i Komitetu Badań Morza PAN. Od 2012 do 2013 wchodziła w skład Zespołu do Spraw Nagród Ministerstwa Nauki i Szkolnictwa Wyższego. Została pochowana na cmentarzu parafialnym w Gdyni-Cisowej.

## Odznaczenia
- Srebrny Krzyż Zasługi (1993)[7]